# Tom fait la noce
Pour plus de détails, voir Fiche technique et Distribution.
Tom fait la noce (Sleepy-Time Tom) est le 58e court métrage d'animation de la série américaine Tom et Jerry réalisé par William Hanna et Joseph Barbera et sorti le 26 mai 1951.